# Noah Cyrus
Noah Lindsey Cyrus (Nashville, 8 januari 2000) is een Amerikaanse actrice en zangeres.

## Privé-leven
Noah is de jongste van de familie Cyrus. Haar ouders zijn countryzanger Billy Ray Cyrus en Tish Cyrus. Ze heeft twee zussen en drie (half)broers, onder wie de popzangeres en actrice Miley Cyrus en Trace Cyrus, lid van de band Metro Station.

## Acteercarrière
Noah Cyrus kwam voor in een muziekvideo van haar vader: Face of God. Ook speelde ze een rol in de populaire serie DOC, waarin ook haar vader meespeelde.
Nadat haar oudere zus Miley een rol kreeg aangeboden in de Disneyserie Hannah Montana, verhuisde de familie Cyrus naar Los Angeles. Noah verscheen ook in de serie, in zes afleveringen. In 2008 kreeg Noah een kleine rol in een film van Disney genaamd Mostly Ghostly. Ze maakte ook een cameo-appearance in Hannah Montana - The Movie als een danseres. Ze heeft ook een eigen YouTube-kanaal waarop ze samen met haar vriendin Emily Grace Reeves een show maakt genaamd The Noie and Ems Show.

## Muziek
De jongere zus van Miley Cyrus had in 2016 haar eerst hit met het liedje Make me cry, dat ze samen produceerde met Labrinth. Deze single heeft ondertussen om en nabij de 126 miljoen views op YouTube. Ook zong ze voor het nummer Chasing Colors van Marshmello en Ookay, dat werd gereleased op 24 maart 2017. Op 5 mei 2017 kwam haar nieuwe muziekvideo Stay Together uit op YouTube ook een hit met bijna 60 miljoen views, de release  van het lied vond eerder plaats op 14 april 2017. In 2017 kwam ook het lied I’m Stuck uit. Op 27 oktober 2017 werd het nummer All Falls Down gereleased van Alan Walker featuring Noah Cyrus. Het was Cyrus' eerste hit in de Nederlandse Top 40, waar het 17 weken in de lijst stond met als hoogste notering positie 11.

### Discografie
- Good Cry (2018) (EP)
- The End of Everything (2020) (EP)
- People Don't Change (2021)(EP) with PJ Harding
- The Hardest Part (2022) (album)